# Where´s Huddles?
Os Tremendões (em ingles "Where´s Huddles?") é um desenho com produção Hanna-Barbera. Estreou em 1970 e teve apenas 10 episódios. A série estreou em 01/07/1970, no canal CBS nos Estados Unidos.

## História
O desenho é sobre um jogador profissional de futebol americano, Ed Chefe e seu vizinho, o central do time, Buba. Ambos jogam pelo time dos Rinocerontes.
Também fazem parte da história, a esposa de Ed, Norma e a loirinha Pita, esposa de Buba. A pequena Pompom, filha de Ed e Norma e o cachorro Caldo, mascote de Ed. O time ainda é composto de outros jogadores, entre eles, Cargueiro, o maior jogador do time. O técnico é apenas chamado de Treinador.
Como muitas histórias da Hanna-Barbera existe um vizinho esnobe, o Sr Cláudio Perturbado e sua mascote, a gata Sardinha.
Os jogos eram narrados por Dick Enberg, um famoso locutor esportivo da TV estadunidense. No Brasil a voz ficou a cargo de Waldyr Sant'anna.

## Episódios[1]
nomes originais (em inglês)
1. The Old Swimming Hole
2. A Weighty Problem
3. The Ramblin' Wreck
4. The Offensives
5. Hot Dog Hannah
6. To Catch A Thief
7. Get That Letter Back
8. The Odd Trio
9. A Sticky Affair
10. One Man's Family (prod. #52-10, 9/2/1970)

## Dubladores[2]

### Nos Estados Unidos
- Ed Chefe: Cliff Norton
- Buba Mascote: Mel Blanc
- Norma: Jean Vander Pyl
- Pita: Marie Wilson
- Pompom: efeitos vocais de Jean Vander Pyl
- Caldo: efeitos vocais de Don Messick
- Cláudio Perturbado: Paul Lynde
- Sardinha: efeitos vocais de Julie Bennett
- o treinador dos Rhinos: Alan Reed
- Cargueiro: Herb Jeffries

### No Brasil
- Ed Chefe: Antonio Patiño
- Buba Mascote: Orlando Drummond
- Norma: Nelly Amaral
- Pita: Ruth Schelske
- Pompom: efeitos vocais de Jean Vander Pyl (mantidos no original no Brasil)
- Caldo: efeitos vocais de Don Messick (mantidos no original no Brasil)
- Cláudio Perturbado: Mário Monjardim
- Sardinha: efeitos vocais de Julie Bennett (mantidos no original no Brasil)
- o treinador dos Rhinos: Arthur Costa Filho
- Cargueiro: Alberto Perez

## Outras aparições
Tiveram uma revista em quadrinhos (banda desenhada ) com desenhos de Roger Armstrong. Teve apenas três edições pela Gold Key/Whitman Comics, em 1971. Isso nos EUA.